# (15499) Cloyd
(15499) Cloyd (1999 FY8) – planetoida z grupy pasa głównego asteroid okrążająca Słońce w ciągu 5,21 lat w średniej odległości 3 j.a. Odkryta 19 marca 1999 roku.